# Filament de l'Ossa Major
El filament de l'Ossa Major és un filament de galàxia. El filament està connectat al CfA Homunculus, una porció del filament forma una porció de la "cama" d'Homúncul.